# Národní kulturní památka Slovenské republiky

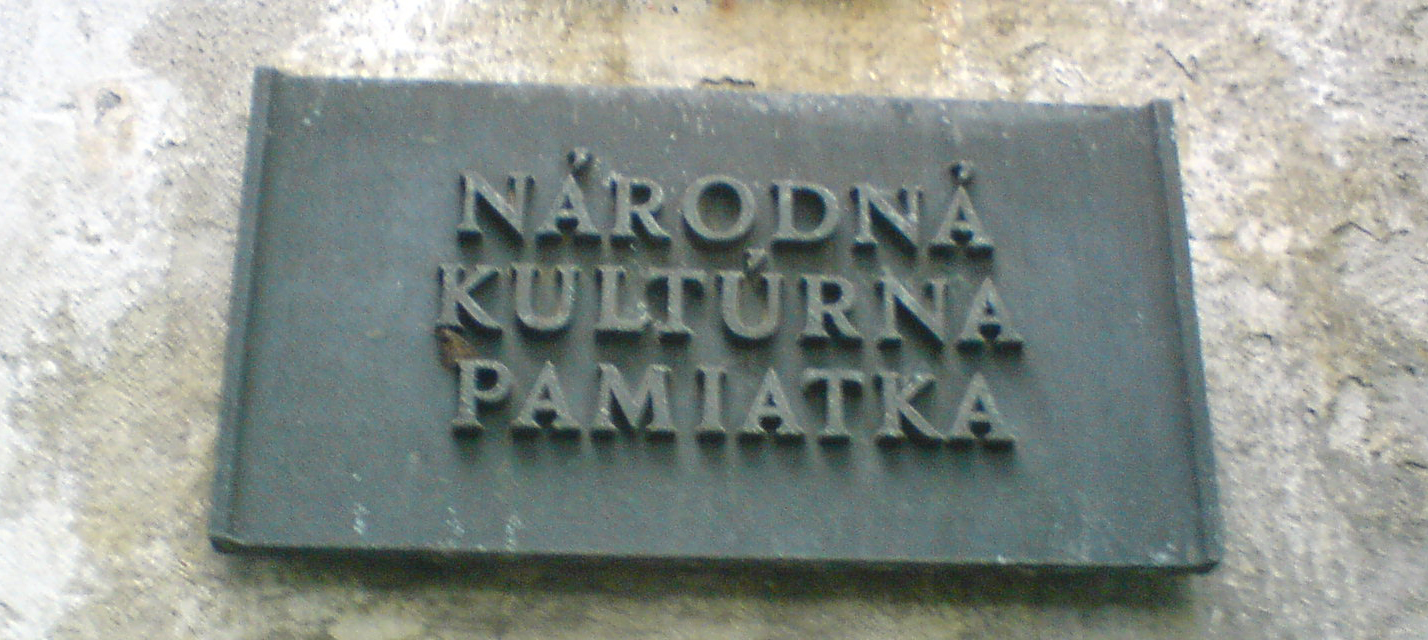
Tabule na Oravském hradě

Národní kulturní památka Slovenské republiky je na Slovensku nemovitá či movitá věc vyhlášená Ministerstvem kultury Slovenské republiky, která je významným dokladem historického vývoje, životního způsobu a prostředí společnosti od nejstarších dob po současnost, jako projevy tvůrčích schopností a práce člověka z nejrůznějších oborů lidské činnosti pro jejich historické, umělecké, vědecké a technické hodnoty, a které mají přímý vztah k významným osobnostem a historickým událostem.

## Historie vzniku památkové péče
Po roce 1940 nastalo zvýšení počtu sledovaných památek. Vyvolalo to akutní potřebu vybrat z mnohatisícového památkového fondu to nejhodnotnější. Výběr nejreprezentativnějších a nejhodnotnějších památek Slovenska uskutečnil roku 1960 Slovenský úřad památkové péče a ochrany přírody. Předsednictvo SNR 27. února 1961 přijalo usnesení č. 24, kterým se 23 památkových objektů prohlásilo za národní kulturní památky. Tento seznam není ani dnes konečný.

## Základní pojmy
Zákon č. 49/2002 Z.z. o ochraně památkového fondu definuje Národní kulturní památku jako movitou nebo nemovitou věc památkové hodnoty, která je z důvodu ochrany prohlášena za národní kulturní památku. Pokud jde o archeologický nález, kulturní památkou může být i neodkrytá movitá věc nebo neodkrytá nemovitá věc, zjištěna metodami a technikami archeologického výzkumu.
- Památkový fond je soubor movitých a nemovitých věcí prohlášený za národní kulturní památky, památkové rezervace a památkové zóny.
- Památková hodnota je souhrn významných historických, společenských, krajinných, urbanistických, architektonických, vědeckých, technických, výtvarných nebo umělecko-řemeslných hodnot, pro které mohou být věci předmětem individuální nebo územní ochrany.
- Ochrana památkového fondu je souhrn akcí a opatření zaměřených na identifikaci, výzkum, evidenci, zachování, obnovu, restaurování, regeneraci, využívání a prezentaci kulturních památek a památkových území.

Ochranu památkového fondu zajišťují orgány státní správy:
- Ministerstvo kultury Slovenské republiky
- Památkový úřad Slovenské republiky v Bratislavě
- Krajské památkové úřady (Bratislava, Banská Bystrica, Košice, Nitra, Prešov, Trenčín, Trnava, Žilina)

## Vyhlašování národní kulturní památky
Památkový úřad vypracuje návrh na prohlášení věci za národní kulturní památku z vlastního podnětu nebo z podnětu právnické nebo fyzické osoby. Na návrh Památkového úřadu vyhlašuje Ministerstvo kultury Slovenské republiky movitou věc nebo nemovitou věc, která má památkovou hodnotu, za národní kulturní památku.

## Evidence národních kulturních památek
Zákonem NR SR č. 49/2002 Z.z. o ochraně památkového fondu se změnil systém evidence památkového fondu. Podle tohoto zákona se za národní kulturní památky považují kulturní památky a národní kulturní památky zapsané v Ústředním seznamu kulturních památek (Ústredný zoznam kultúrnych pamiatok), který se dělí na čtyři registry:
- Registr movitých kulturních památek [pozn. 1]
- Registr nemovitých kulturních památek Register národných kultúrnych pamiatok
- Registr památkových rezervací Register pamiatkových rezervácií
- Registr památkových zón Register pamiatkových zón

Původní kategorie Národních kulturních památek se s ohledem na tradice a dokumentování tohoto jevu zachová pouze jako údaj v příslušném rejstříku ústředního seznamu. Tyto památky tvoří i nyní významnou část památkového fondu. Jde o:
- 69 nemovitých památek, nebo jejich souborů
- 3 movité (dílo mistra Pavla z Levoče, dílo Jána Szilassyho a diecézní knihovna v Nitře), přičemž diecézní knihovna se stala součástí knihovního fondu, který je chráněn podle zákona o knihovnách.
- Evidenci památkového fondu členíme i podle dalších hledisek, např.:
  - Územní rozdělení (kraje, okresy, města, obce a katastry),
  - Druhové členění (architektura, zvláště lidová architektura, archeologie, historická zeleň, technické památky, památky historie a výtvarné památky),
  - Členění podle typu (kostely, měšťanské domy, kaštely, hrady apod.)
- Kromě přehledů podle určitého rozdělení se dlouhodobě sledují i tyto údaje:
  - Stavebně-technický stav památek
  - Vlastnictví – vlastnickou formu
  - Nárůst, resp. úbytek památkového fondu.
- Druhové členění národních nemovitých kulturních památek:

Počet nemovitých památkových objektů k 1. lednu 2007 byla 13 212.
- - Památky architektury památkových objektů – 7 738
  - Archeologické památky – 360
  - Památky historie – 1 386
  - Historická zeleň – 340
  - Lidová architektura – 1 833
  - Památky vědy a techniky – 449
  - Výtvarné památky – 1 005

## Ústřední seznam památkového fondu
K 1. 1. 2007 eviduje Ústřední seznam památkového fondu Slovenské republiky
- 9 525 nemovitých národních kulturních památek, které tvoří 13 212 památkových objektů,
- 14 437 movitých národních kulturních památek, které tvoří 30 410 památkových předmětů.
- 5 kulturních památek (resp. Souborů památek) patří do seznamu Světového dědictví UNESCO (v roce 1993 (Kolumbie – Cartagena) byly zařazeny Banská Štiavnica s technickými památkami okolí, Spišský hrad s okolními památkami, Památková rezervace lidové architektury Vlkolínec; v roce 2000 (Austrálie – Cairns) bylo zařazeno historické jádro města Bardejov a z přírodních památek byly v roce 1995 v Berlíně zapsané Jeskyně Aggteleckého krasu a Slovenského krasu, v roce 2000 rozšířeno o Dobšinskou ledovou a Stratenskou jeskyni).

## Ochrana národní kulturní památky
Základní ochrana kulturní památky je souhrn činností a opatření prováděných na předcházení ohrožení, poškození, zničení nebo odcizení kulturní památky, na trvalé udržování dobrého stavu včetně prostředí kulturní památky a na takový způsob využívání a prezentace, který odpovídá její památkové hodnotě a technickému stavu.
Ochrana kulturních památek přináší omezení především jejich vlastníkem. Kromě povinnosti dává současná legislativa vlastníkem kulturních památek i určité výhody a úlevy.
Vlastník kulturní památky má právo požádat krajský památkový úřad o bezplatné poskytnutí odborné a metodické pomoci, požádat obec a ministerstvo o finanční příspěvek nebo o poskytnutí státní podpory na zachování památkové hodnoty kulturní památky…
Vlastník kulturní památky je povinen vykonávat na své náklady základní ochranu kulturní památky, užívat kulturní památku v souladu s jejím památkovou hodnotou, umožnit zaměstnancům orgánu oprávněným osobám vstupovat do prostor nemovité kulturní památky, nebo jim předložit movitou kulturní památku na dokumentačním účelům a výzkumné účely, zajistit zvláštní ochranu kulturní památky…
Každý je povinen chovat se tak, aby svým jednáním neohrozil základní ochranu kulturních památek a základní ochranu památkových území.
Z celkového počtu NKP 15 941 má být podle Ministerstva kultury 4 197 ve vlastnictví církví.